# Robert Davidsohn
Robert Davidsohn (Danzica, 26 aprile 1853 – Firenze, 17 settembre 1937) è stato uno storico tedesco.
Dopo aver svolto l'attività di giornalista a Berlino, si trasferì a Firenze. È stato uno dei principali conoscitori della storia medievale di Firenze e della Toscana, autore dell'importante e imponente Storia di Firenze.

## Biografia
Robert Davidsohn nacque a Danzica, nella Prussia orientale, da un'agiata famiglia di mercanti di origine ebraica. Il padre fu tra i fondatori del Berliner Börsen-Courier, un giornale finanziario pubblicato a Berlino. Nel 1867 Robert si trasferì a Berlino per frequentare l'allora famoso collegio "Königliches Realgymnasium", che lasciò dopo solo un anno. Iniziò a dedicarsi saltuariamente al giornalismo fino al 1873, quando intraprese l'attività di giornalista a tempo pieno. Prima lavorò per un giornale finanziario di Francoforte sul Meno, quindi iniziò a collaborare con il fratello maggiore George, divenuto proprietario del giornale fondato dal padre, occupandosi anche di critica teatrale. Nel 1876 Robert divenne l'esclusivo proprietario del giornale. Nel 1880 sposò la cantante lirica Philippine Collot (1847-1947).
Al ritorno da una serie di viaggi in vari Paesi, fra i quali Svizzera, Inghilterra, Norvegia e Italia, nel 1884 pubblicò il suo primo libro, contenente i ricordi di quei viaggi, intitolato Vom Nordcap bis Tunis. Reisebriefe aus Norwegen, Italien und Nord-Afrika. Nel 1886 si iscrisse all'Università di Heidelberg, dove si laureò dopo solo due anni, con una tesi sul regno di Filippo II di Francia, ottenendo la votazione "summa cum laude". A quel punto decise di abbandonare il giornalismo e, per motivi di salute, vendette anche l'azienda che pubblicava il Börsen-Courier.

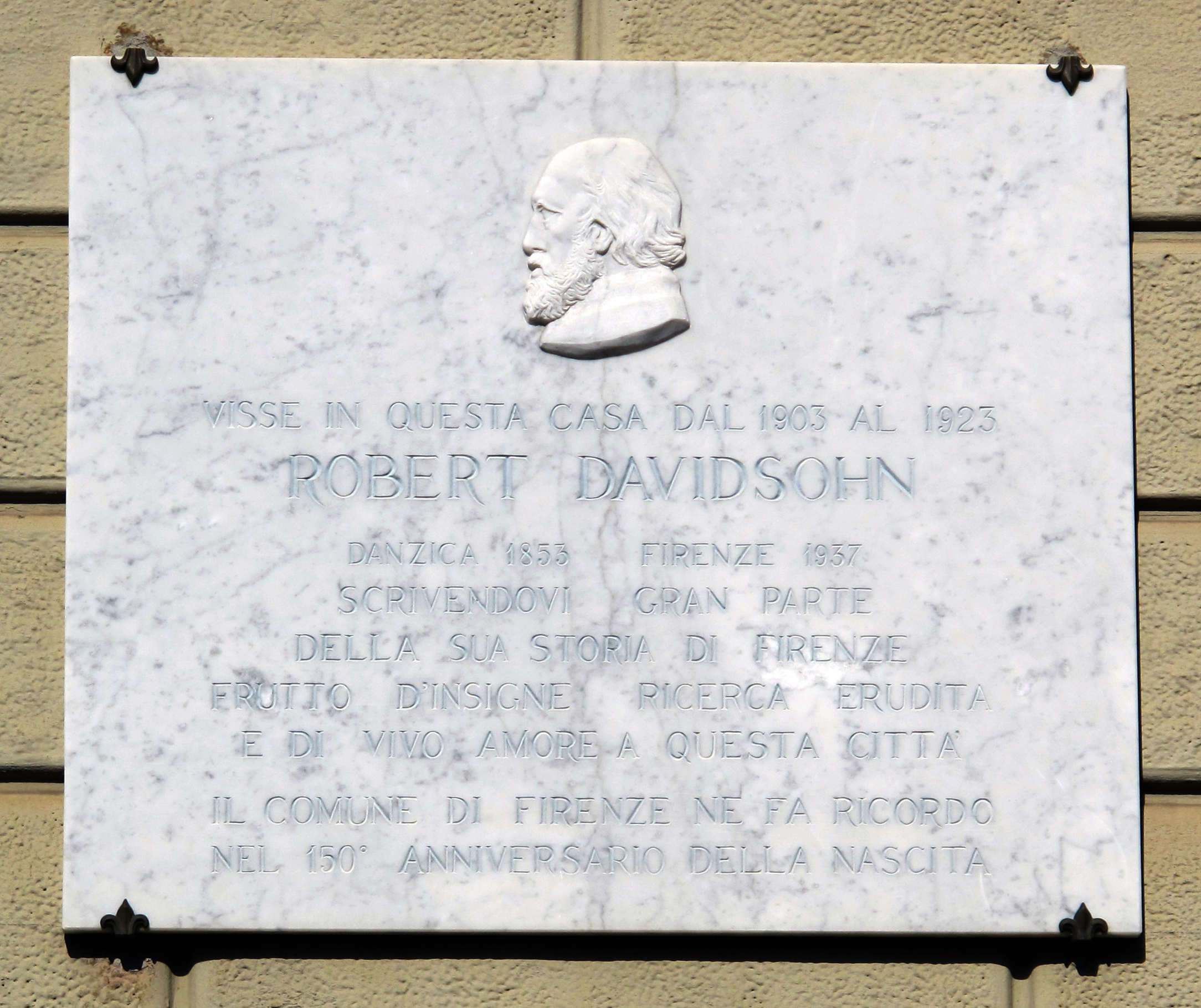
Targa in ricordo di Robert Davidsohn, posta nel 2003 a Firenze, in Via dei Della Robbia 68, dove lo storico abitò dal 1903 al 1923

Dopo aver soggiornato nella penisola iberica, a Madera e nelle Isole Canarie, nel 1889 Davidsohn e la moglie giunsero a Firenze e vi si stabilirono. Preso dal fascino della città, che finì per considerare sua seconda patria, e forse stimolato dall'amico Ferdinand Gregorovius, celebre autore della Geschichte der Stadt Rom im Mittelalter, Davidsohn si appassionò alle vicende storiche di Firenze e decise di studiarle e approfondirle. 
Iniziò pertanto scrupolosissime ricerche d'archivio che gli servirono per la monumentale Geschichte von Florenz (Storia di Firenze) e per le Forschungen zur Geschichte von Florenz (ricerche sulla storia di Firenze, mai pubblicate in italiano). Nel 1896 pubblicò a Berlino il primo volume dell'opera in tedesco. Alla fine i volumi furono sette (l'ultimo pubblicato nel 1927), accompagnati dai quattro volumi di ricerche storiche.
Dal 1903 al 1923 Robert Davidsohn fu membro dell'Accademia della Crusca a Firenze e dal 1910 è stato membro straniero dell'Accademia Nazionale dei Lincei a Roma.
Il 19 maggio 1914 divenne socio dell'Accademia delle scienze di Torino.
Nel 1915 a causa della prima guerra mondiale Davidsohn lasciò Firenze e si stabilì a Monaco di Baviera. Tornò a Firenze con la moglie dopo quattro anni, alla fine del 1919.  Nel 1929 pubblicò a Firenze il volume in lingua italiana Firenze ai Tempi di Dante.
Morì il 17 settembre 1937  a Firenze. È sepolto nel Cimitero degli inglesi, situato lungo i viali di circonvallazione, nell'attuale Piazzale Donatello.

## Gli studi sulla storia di Firenze
Davidsohn dedicò oltre quarant'anni della sua esistenza a un instancabile lavoro di ricerca documentaria, per il quale seguì il modello della storiografia positivista, tutto volto a stabilire con metodico impegno i fatti come si erano effettivamente svolti. 
Nell'opera è esposta la storia di Firenze dalle origini fino al 1330 circa, in uno sforzo d'informazione scrupolosa che analizza fatti minuti, monumenti e persone, il tutto documentato da fonti reperite negli archivi. L'opera presenta qualche difetto di ricostruzione storica e d'interpretazione delle vicende minute, ma è comunque da ritenere una preziosa fonte documentaria sulla storia di Firenze e mantiene tuttora intatto il suo valore di vero e proprio "classico" della storia fiorentina. Inoltre è di grande importanza per la ricostruzione storica dell'ambiente umano, culturale e topografico della città al tempo di Dante Alighieri.
I sette volumi dell'edizione tedesca dell'opera furono pubblicati a Berlino tra il 1896 e il 1927 con il titolo Geschichte von Florenz. Fra il 1896 e il 1908 furono pubblicati i quattro volumi Forschungen zur älteren Geschichte von Florenz, che raccolgono i risultati delle esplorazioni archivistiche dello studioso, fornendo una completa esplorazione delle fonti indagate.
Molto laboriosa, vista l'eccezionale vastità del lavoro, è stata la traduzione italiana. La pubblicazione del primo volume in italiano della Storia di Firenze di Davidsohn è nel 1956, mentre l'ottavo e conclusivo volume fu pubblicato solo nel 1968. I quattro volumi di Forschungen che accompagnano l'edizione tedesca non sono mai stati tradotti. Su questa opera, oggi pressoché introvabile, e sul suo autore, sono caduti un certo oblio e una relativa dimenticanza, dovuti soprattutto all'evoluzione della produzione storiografica, che fa ritenere il lavoro dello studioso tedesco in parte superato.
Oltre alla Storia di Firenze Davidsohn scrisse alcune decine di saggi, pubblicati su riviste italiane o tedesche, riguardanti in gran parte singoli episodi e figure di storia e cultura fiorentina. Una bibliografia dettagliata di questi saggi è fornita da E. Sestan nell'introduzione al primo volume della Storia di Firenze, pubblicato nel 1956.

## Il Lascito Davidsohn
Quello che viene definito "Lascito Davidsohn" è rappresentato dalla biblioteca di circa un migliaio di volumi che la vedova dello storico, Philippine Collot Davidsohn, donò al Comune di Firenze nel 1945, e da un'ampia serie di opuscoli, manoscritti e scritti inediti, che lo stesso Robert Davidsohn aveva destinato alla città di Firenze, nominando, tre anni prima di morire, l'amministrazione cittadina erede del suo materiale scientifico e di tutte le sue carte.
La collocazione attuale del lascito è presso la Biblioteca delle Oblate, in Via dell'Oriuolo 26, a Firenze, che dal 2007 ha incorporato la Biblioteca Comunale Centrale, a suo tempo deputata a conservare e catalogare i libri e i documenti del lascito.

## Sepoltura
Robert Davidsohn e la moglie Philippine Collot Davidsohn sono sepolti nel Cimitero degli inglesi di Firenze.

### Opere in tedesco
- Vom Nordcap bis Tunis. Reisebriefe aus Norwegen, Italien und Nord-Afrika, Freund & Jeckel, Berlino 1884
- Geschichte von Florenz, Berlino, S. Mittler und Sohn, 1896-1927, 7 volumi
- Forschungen zur älteren Geschichte von Florenz, Berlino, S. Mittler und Sohn, 1896-1908, 4 volumi

### Opere in italiano
- Storia di Firenze, Vol. I-VIII, con l'introduzione di Ernesto Sestan (Vol. I), Firenze, Sansoni, 1956-1968, 8 volumi
- Firenze ai tempi di Dante, Bemporad & Figlio, Firenze, 1929

### Studi su Robert Davidsohn
- N. Ottokar, La "Storia di Firenze" di R. Davidsohn, in Studi comunali e fiorentini, Firenze, 1948
- W. Fastenrath Vinattieri-M. Ingendaay Rodio (a cura di), Robert Davidsohn (1853-1937). Uno spirito libero tra cronaca e storia, 3 volumi, I. Atti della Giornata di studio, II. Gli scritti inediti, III. Catalogo della biblioteca, Firenze, Olschki, 2003